# Isabel (cràter)
Isabel és un petit cràter d'impacte situat a la cara visible de la Lluna, al nord-est del cràter Diophantus. Veïns propers del cràter, a més de Diophantus al sud, són els petits cràters Louise i Samir al nord-nord-oest; i Walter al sud-oest. Al nord-oest també apareixen la Rima Diophantus, el Mons Delisle i el cràter Delisle.

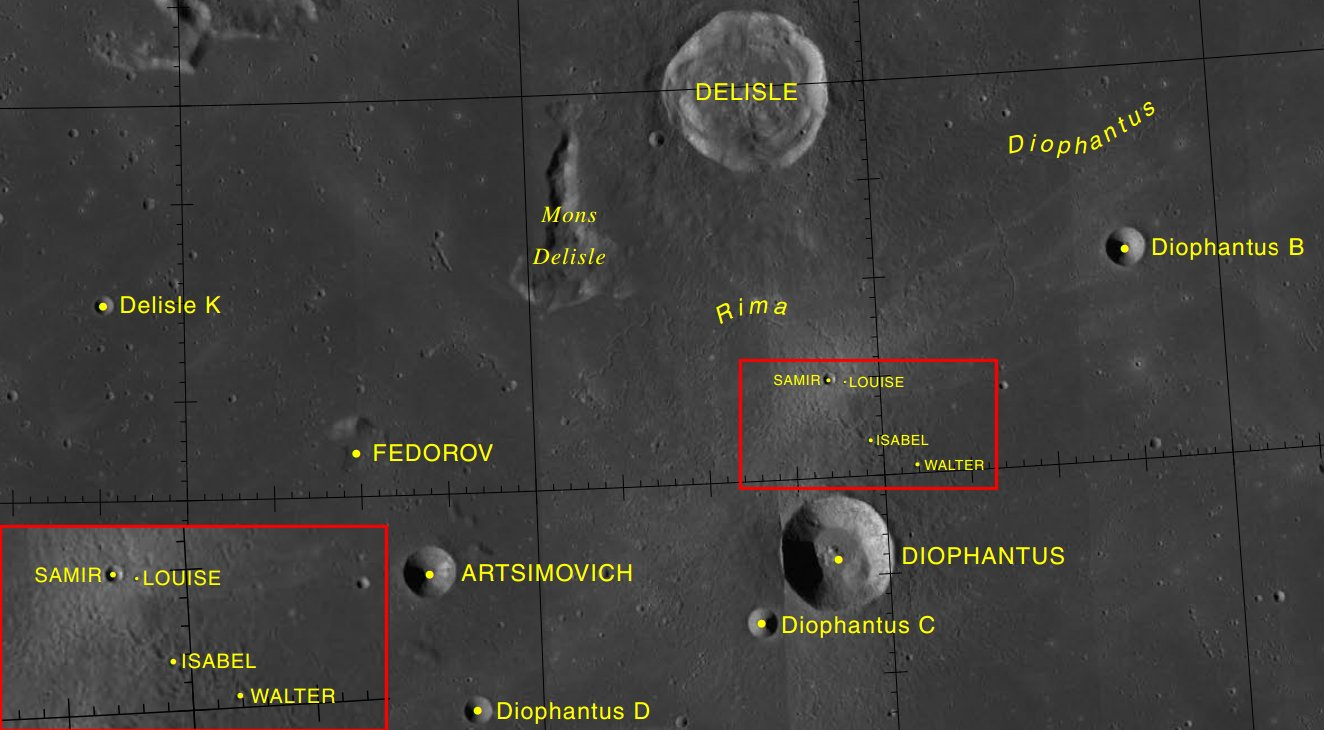
Localització d'Isabel (ampliació del requadre a la cantonada inferior esquerra)

El cràter és una petita depressió superficial del terreny, caracteritzada per la seva forma irregular i la reduïda nitidesa del seu contorn.
L'origen de la denominació és una anotació inicialment no oficial a la pàgina 39B2/S1 de la sèrie de plànols del Lunar Topophotomap de la NASA. El nom va ser aprovat per la UAI en 1976.